# Федеративный проспект
Федерати́вный проспе́кт — проспект в Восточном административном округе города Москвы. Проходит от 1-й Владимирской улицы, пересекает 2-ю и 3-ю Владимирские улицы, Новогиреевскую улицу, 11-й проспект Новогиреева, Мартеновскую улицу, 9-й, 6-й, 5-й проспекты Новогиреева, Свободный проспект, 2-й и 1-й проспекты Новогиреева.
Нумерация домов ведется от Новогиреевской улицы. Дома от 1-й Владимирской до Новогиреевской числятся за соседними улицами.

## История
Образующая проспект трасса появилась в 1906 году в результате прямоугольной планировки дачного поселка Новогиреево на земле И.А. Торлецкого. Изначально эта трасса была названа Думским проспектом, но после Октябрьской революции многие улицы Москвы были переименованы, и Думский проспект также изменил название — в 1930-е был переименован в Московский проспект.
С конца 1963 года по проспекту пролегает автобусный маршрут №141.
Между тем в 1960 году в состав города Москвы был включен ряд населенных пунктов, в том числе и город Перово, после чего оказалось, что в столице наличествует семь Московских улиц, десять таких же переулков и один проезд. В 1967 году в состав Московского проспекта была включена улица бывшего поселка Перово Поле, проходившая под углом к первоначальному участку проспекта. Вскоре проспект был переименован в Федеративный. Такое название было дано ему в честь федеративности — «основного принципа организации советского государства».

## Примечательные здания и сооружения

### По нечетной стороне
- Школа № 1324 на Федеративном проспекте№ 1а — школа № 423

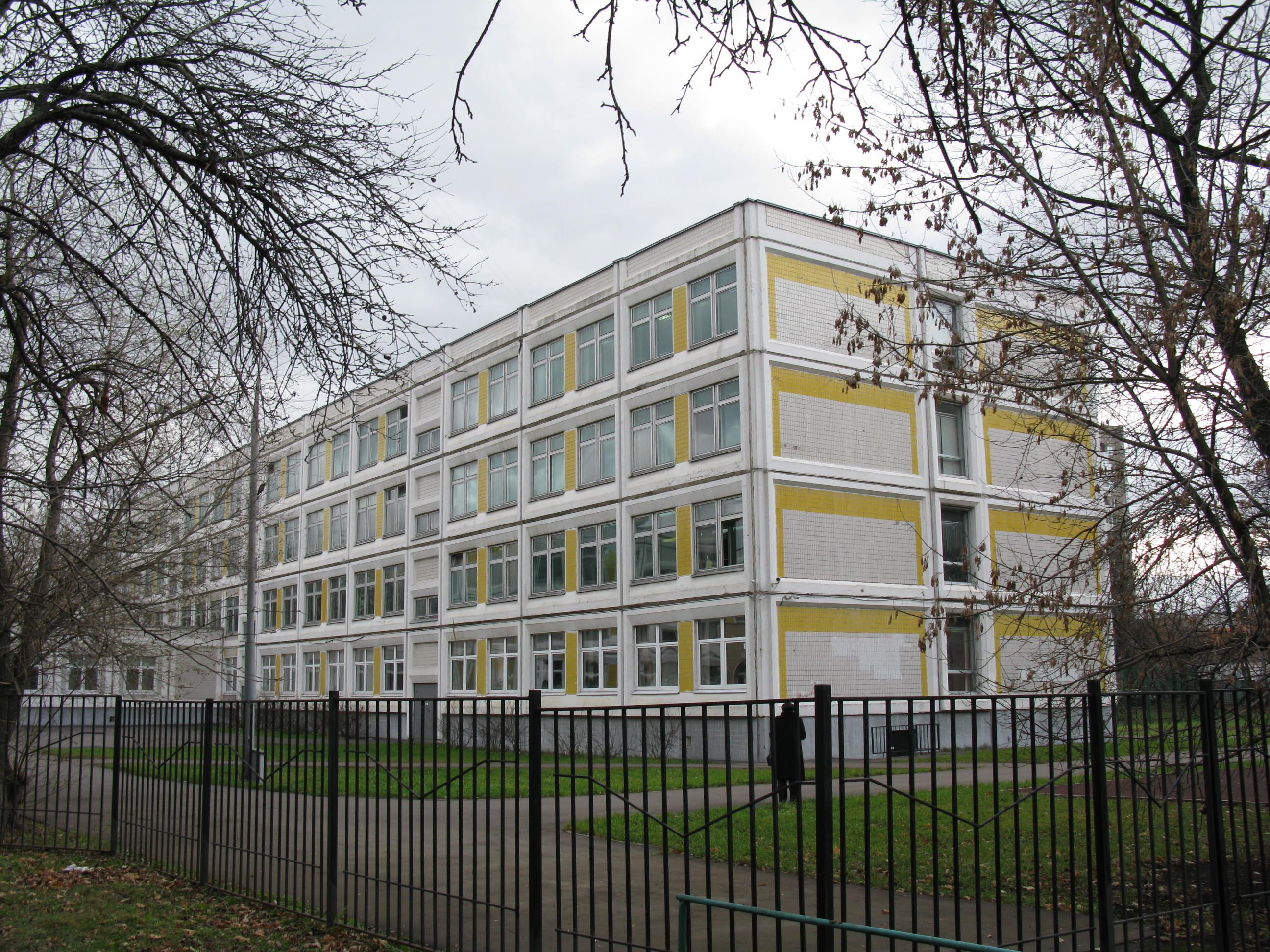
Школа № 1324 на Федеративном проспекте

- № 17 — Городская клиническая больница № 70[2]
- № 17 — Храм Спаса Нерукотворного в Гиреево (на территории ГКБ № 70)
- № 17а — городская поликлиника № 132
- № 27 — школа № 1324
- № 29а — школа № 797
- № 31а — Ледовый дворец спорта «Вымпел»

### По четной стороне
- № 8а — Московская международная гимназия
- № 16, корп. 1 — бар-бильярд, отделение Росбанка, парикмахерская, магазин хозтоваров и бытовой химии

## Транспорт
По проспекту проходят автобусы 125, 141, 211, 314, 619, 620.
На расстоянии 820 метров к юго-западу от дома № 2/19 находится восточный вестибюль станции метро «Перово», а в 330 метрах к югу от дома № 34 корп. 2 находится западный вестибюль станции метро «Новогиреево».

## Особенности
В районе пересечения Федеративного проспекта с 5-м проспектом Новогиреева находится круглый пруд. Официального названия водоём не имеет: прежде он назывался «Кошачьим», в настоящее время распространён вариант «Федеративный». Возникновение пруда относится к 1960-м годам — времени активной застройки нового московского района. В 2010-х годах пруд искусственно осушали по причине строительства вблизи многоэтажных зданий. После осушения он был вновь наполнен. В 2019 году территория вокруг Федеративного пруда была благоустроена по программе создания комфортной городской среды «Мой район»: у воды появилась полноценная парковая зона с прогулочной инфраструктурой.